# Try (rugby)

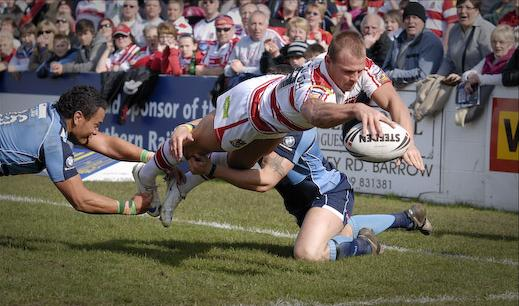
Shaun Ainscough maakt een try voor de Wigan Warriors. (2009)

Een try is de belangrijkste manier om in rugby punten te behalen. Een try wordt gemaakt door de bal gecontroleerd en in één beweging neer te drukken in het gebied achter de palen van de tegenstander (het trygebied).
Bij Rugby League levert een try 4 punten op, maar bij Rugby Union 5 (hoewel dit vroeger ook 4 was). Als er een reeks overtredingen is geweest, kan de scheidsrechter ook voor straf een try geven.
Na het scoren van een try mag een conversie worden genomen, die bij beide rugbytakken 2 punten oplevert.
De naam try stamt nog uit de 18e eeuw. Volgens de regels op de Rugby School mocht een speler proberen punten te behalen door tegen de palen te schoppen als hij de bal eerst had neergedrukt. Try is Engels voor "poging".

## Penalty try
In beide vormen van rugby kan de scheidsrechter een penalty try toekennen. Dit gebeurt indien de verdedigende ploeg een fout maakt en er volgens de scheidsrechter een try uit was gevolgd. De try wordt dan toegekend tussen de palen, vanwaar de conversie ook mag genomen worden. Enkele voorbeelden zijn: het neertrekken of opbreken van een scrum vlak voor de trylijn en een foutieve tackle op een doorgebroken speler.
Vanaf seizoen 2017/2018 hoeft in Rugby Union geen conversie meer worden genomen na het toekennen van een penalty try. Een penalty try is daarmee zeven punten (vijf punten voor de try en twee punten voor de conversie) waard.

## Meervoud
Het meervoud van try is in het Engels tries. Het Nederlandse meervoud is volgens Van Dale try's, analoog aan baby's en hobby's, hoewel een apostrof in dit geval voor de uitspraak niet nodig is.